# Риса Шимизу
Риса Шимизу (јап. 清水 梨紗; 15. јун 1996) јапанска је фудбалерка. Тренутно наступа за Вест Хем јунајтед.

## Репрезентација
За репрезентацију Јапана дебитовала је 2018. године. За тај тим одиграла је 67 утакмица.

## Статистика
| Јапан  | Јапан | Јапан |
| Год.   | Ута.  | Гол.  |
| ------ | ----- | ----- |
| 2018   | 19    | 0     |
| 2019   | 12    | 0     |
| 2020   | 2     | 0     |
| 2021   | 11    | 1     |
| 2022   | 13    | 0     |
| 2023   | 10    | 2     |
| Укупно | 67    | 3     |